# Adair County, Missouri
Adair County är ett administrativt område i delstaten Missouri, USA, med 25 607 invånare. Den administrativa huvudorten (county seat) är Kirksville. 

## Geografi
Enligt United States Census Bureau har countyt en total area på 1 475 km². 1 469 km² av den arean är land och 6 km² är vatten. 

### Angränsande countyn
- Putnam County - nordväst
- Schuyler County - nord
- Scotland County - nordost
- Knox County - öst
- Macon County - syd
- Linn County - sydväst
- Sullivan County - väst